# (27947) Emilemathieu
(27947) Emilemathieu est un astéroïde de la ceinture principale.

## Description
(27947) Emilemathieu est un astéroïde de la ceinture principale. Il fut découvert le 9 juillet 1997 à Prescott (Arizona) par Paul G. Comba. Il présente une orbite caractérisée par un demi-grand axe de 2,43 UA, une excentricité de 0,05 et une inclinaison de 22,0° par rapport à l'écliptique.
Il fut nommé en l'honneur du mathématicien français Émile Mathieu (1835-1890), connu pour son travail en théorie des groupes et en physique mathématique.

## Compléments